# Иные (сериал, 2024)
«Ины́е» — российский приключенческий фэнтези-сериал Владимира Ракши о людях со сверхъестественными способностями. Производством проекта занимались кинокомпания «Лунапарк» и «Плюс Студия». 
Премьера двух первых серий состоялась в онлайн-кинотеатре «Кинопоиск» 25 января 2024 года. Новые серии размещались еженедельно по четвергам.

## Сюжет
В альтернативном Ленинграде 1940-х годов живёт Анна Смолина. В центре города девушка внезапно отбрасывает силой мысли грузовой автомобиль и трамвай, чтобы предотвратить гибель своего единственного брата Петра. В Анне просыпается сверхъестественная сила, которую она ещё не научилась контролировать. Вскоре за девушкой начинают охотиться органы госбезопасности во главе с молодым следователем Иваном Лихолетовым и загадочный иностранец Максимилиан Нойманн.

## Актёры и роли

### В главных ролях
| Актёр              | Роль                                                             |
| ------------------ | ---------------------------------------------------------------- |
| Ирина Мартыненко   | Анна Смолина (озвучивание — Юлия Хлынина) иная                   |
| Илья Маланин       | Иван Лихолетов следователь                                       |
| Вольфганг Черни    | герр Максимилиан Нойманн (озвучивание — Максим Матвеев)          |
| Линда Лапиньш      | фройляйн Катарина Крюгер помощница Нойманна                      |
| Алексей Серебряков | Александр Иванович Ильинский профессор                           |
| Евгения Симонова   | Любовь Владимировна профессор                                    |
| Николай Фоменко    | Леонид Васильевич Петров отец Веры, начальник и тесть Лихолетова |
| Кирилл Нагиев      | Смерчев командир отряда «М»                                      |

### В ролях
| Актёр             | Роль                                             |
| ----------------- | ------------------------------------------------ |
| Анна Андрусенко   | Вера жена Ивана Лихолетова, дочь Леонида Петрова |
| Игорь Усачёв      | Борух мальчик-сирота, любитель шахмат            |
| Максим Емельянов  | Пётр Смолин старший брат Анны                    |
| Геннадий Фокин    | Володя Сорокин коллега Анны на ткацкой фабрике   |
| Денис Бургазлиев  | Канарис адмирал                                  |
| Валентин Варецкий | Волнов завлаб                                    |
| Михаил Хмуров     | Генрих ("Таинственный гость")                    |

## История создания
Производство сериала заняло три года. Съёмки проходили в 27 точках Земли. Помимо России, съёмочная группа побывала в Румынии, Германии, Турции, некоторые детали дополнительно доснимали в Великобритании. Основная часть натурных съёмок прошла на реке Вуоксе на границе с Финляндией, а также около Выборга и в Карелии.
Впервые о сериале было официально объявлено 15 сентября 2023 года на презентации новинок онлайн-кинотеатра «Кинопоиск».
В сентябре 2023 года на сервисе «Букмейт» вышел роман «Иные» Александры Яковлевой, основанный на сценарии Елены Войтович. Саундтрек к аудиоверсии записала группа «АИГЕЛ», а саму книгу озвучила участница группы Айгель Гайсина. 
К премьере сериала издательство Bubble планирует выпустить комикс.